# イヴァノヴォ市電
イヴァノヴォ市電（イヴァノヴォしでん、ロシア語: Ивановский трамвай）は、かつてロシアの都市・イヴァノヴォ市内に存在した路面電車。ソビエト連邦時代の1934年に開通したが、トロリーバスへ置き換えられる形で2008年までに全線が廃止された。

## 概要・歴史
イヴァノヴォ市内に軌道交通を建設する動きは既に19世紀末に馬車鉄道の建設計画として現れており、1911年には路面電車を建設する計画が提案されたものの、ロシア革命等による混乱からこの時点では実現せず、実際に路面電車が開通したのはソビエト連邦の成立後、1934年11月6日となった。その後はイヴァノヴォが工業都市として発展するのに合わせて急速に路線網の拡張が続き、1936年時点で5つの系統（1 - 5号線）が運行していた。第二次世界大戦（大祖国戦争）後も拡張は続き、1960年代には4号線が廃止されたものの、1970年代以降は市内中心部を走る環状系統（A、B号線）を含む7系統（A、B、1 - 3、5、6号線）が長期に渡って運行された。
ソビエト連邦の崩壊後、1993年に一時的に「4号線」と名付けられた系統が復活した時期があったものの、維持費用の高さや平均速度の遅さ、施設の老朽化による騒音や振動、そして利用客の減少等の理由から、イヴァノヴォ市議会は路面電車網をより効率的な交通機関であるトロリーバス網（イヴァノヴォ・トロリーバス）へ置き換える事を決定した。これに基づく廃止は2005年から始まり、最後まで残った2号線は2008年6月2日をもって営業運転を終了した。その後、最後まで残存していた車両のうち状態の良いものは他都市への譲渡が実施された他、施設の一部についてもトロリーバスへの流用が行われている。

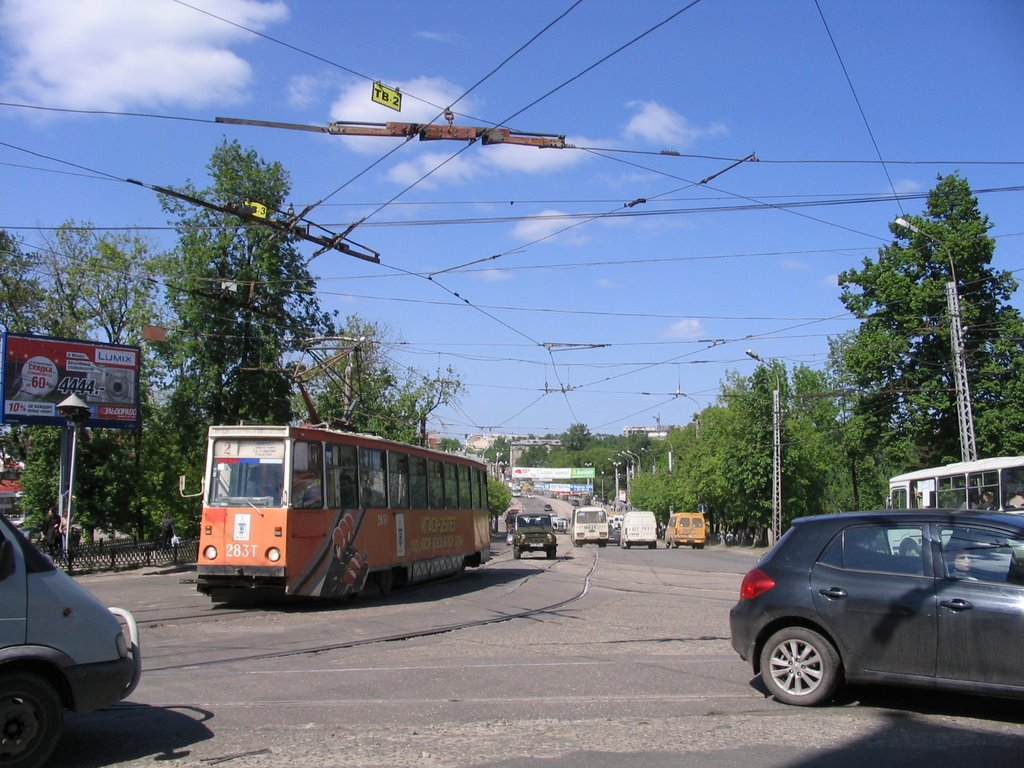
廃止直前のイヴァノヴォ市電（2008年4月撮影）
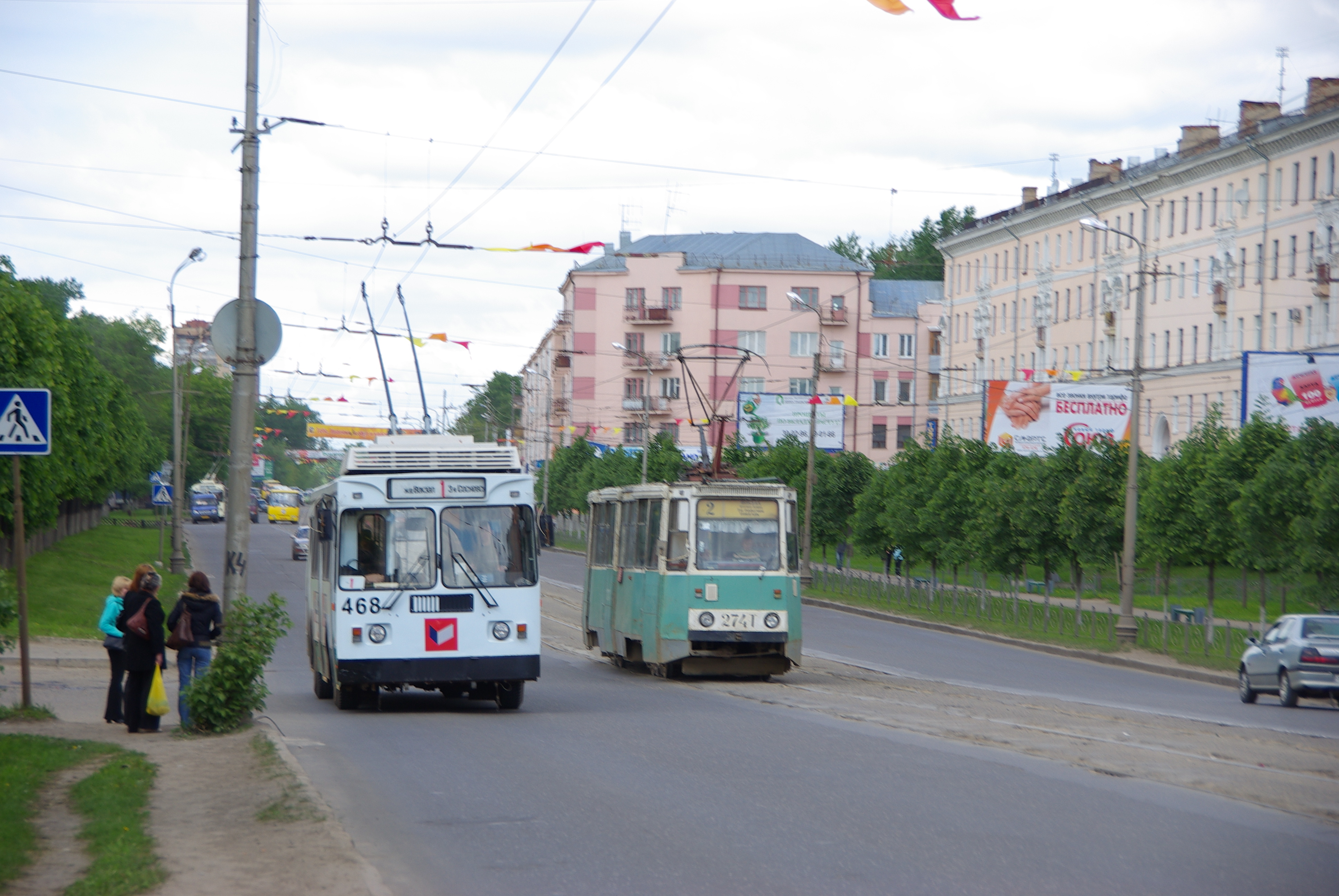
イヴァノヴォ市電（右）はトロリーバス（左）へ置き換えられ廃止された（2008年6月1日撮影）
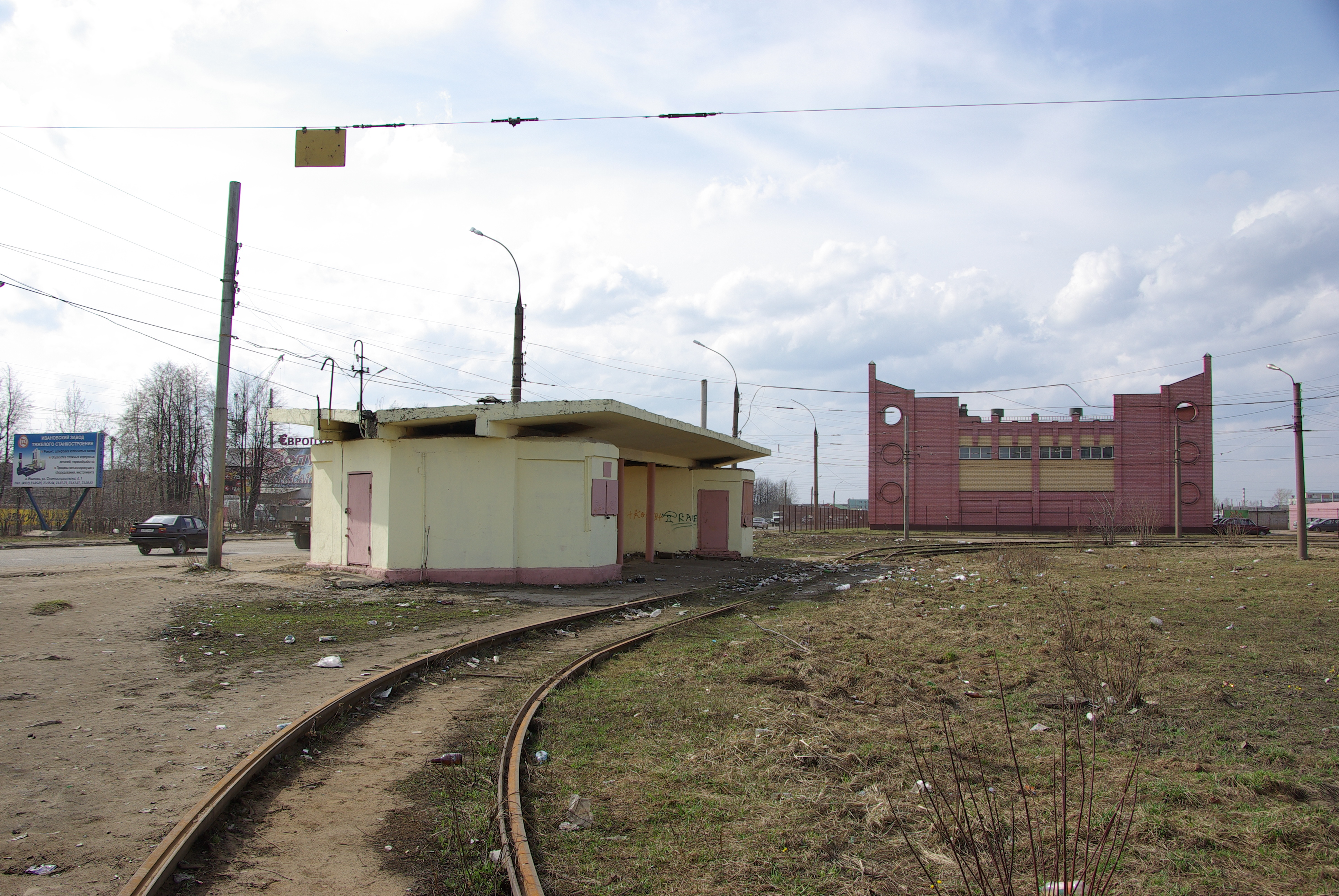
5号線の廃線跡（2008年撮影）

## 車両

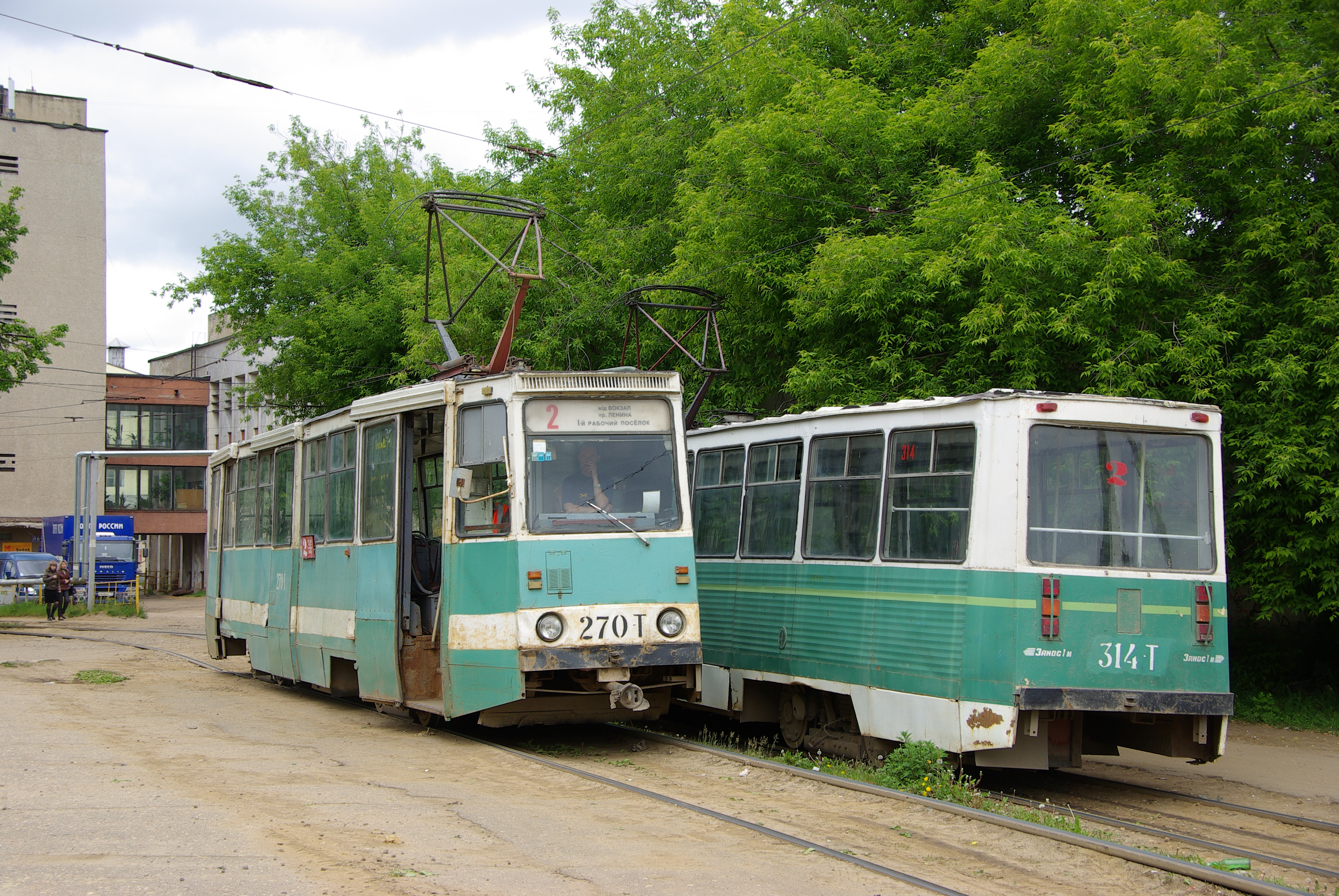
KTM-5（2008年6月1日撮影）

- Kh、M - イヴァノヴォ市電の開通に合わせて導入された2軸車。電動車のKhと付随車のMによる編成が組まれ、1960年代まで使用された[5]。
- KTM-1、KTP-1 - 大祖国戦争後に開発された2軸車。イヴァノヴォ市電には1952年から投入され、1970年代まで使用された[5]。
- KTM-2、KTP-2 - KTM-1、KTP-1の改良型車両。1963年から1980年代まで使用された[5]。
- KTM-5 - ソ連各地の都市へ向けて大量生産が実施されたボギー車。イヴァノヴォ市電には1970年代から1992年まで継続して導入が行われ、廃線時まで使用された[5][6]。
- KTM-8 - KTM-5の改良型車両。イヴァノヴォ市電にはソビエト連邦崩壊直後の1993年に導入され、廃線時まで使用された[7]。